# Salticus festivus
Salticus festivus är en spindelart som beskrevs av John Blackwall 1862. Salticus festivus ingår i släktet Salticus och familjen hoppspindlar. Inga underarter finns listade i Catalogue of Life.